# Эме, Эрнст Фердинанд
Эрнст Фердинанд Эме (23 апреля 1797, Дрезден — 10 апреля 1855, там же) — немецкий художник-романтик, последователь Каспара Давида Фридриха.

## Биография
Родился в Дрездене, столице королевства Саксония. В юности учился в педагогическом колледже Фридрихштадта и работал помощником сборщика податей на городской заставе. Учиться живописи начал сам, получая некоторые советы от малоизвестного художника Карла Вагнера. В 1819 году поступил в Дрезденскую академию художеств, где учился у выдающегося скандинавского художника Юхана Кристиана Даля и вскоре познакомился с работами близкого друга своего учителя, Каспара Давида Фридриха.
Вместе с Иоганном Августом Генрихом (1794—1822), учеником Фридриха, Эме путешествовал по родной Саксонии, особенно по её живописной горной местности, известной как Саксонская Швейцария, делая многочисленные зарисовки с натуры. Первая же картина, которую он выставил в Академии (в 1821 году) — «Собор зимой», показала, что Эме является талантливым живописцем.
При финансовой поддержке саксонского наследного принца Фридриха Августа, который обратил внимание на одарённого юношу, Эме смог продолжить учёбу в Италии, где он познакомился с членами немецкого сообщества художников в Риме и на всю жизнь подружился с назарейцами Людвигом Рихтером, Карлом Готлибом Пешелем и Юлиусом Шнорром фон Карольсфельдом, хотя сам сохранил собственно романтическую, а не назарейскую манеру. Вернувшись в Германию 1825 году, Эме отправился в путешествие по Альпам, рисуя акварели. Вернувшись в Дрезден, он получил выгодные заказы от наследного принца, который задумал создать «Галерею патриотических пейзажей», где талантливо изображённые красоты родной страны (Саксонии) смогли бы затмить модные в то время по всей Европе пейзажи с видами Италии.
В 1846 году Эме получил звание придворного художника, а вскоре после этого стал почётным членом Дрезденской академии искусств. Эме был вхож в саксонское высшее общество и пользовался заслуженным признанием современников, за картины, наполненные мистическим и романтическим настроением и исполненные с выдающимся мастерством.
Его сын, Эрнст Эрвин Эме, также стал художником.

## Галерея

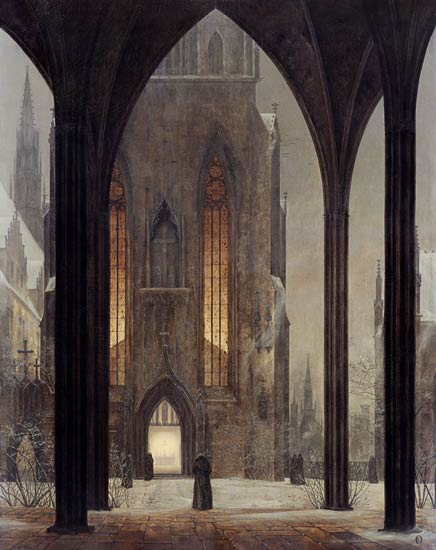
Собор зимой
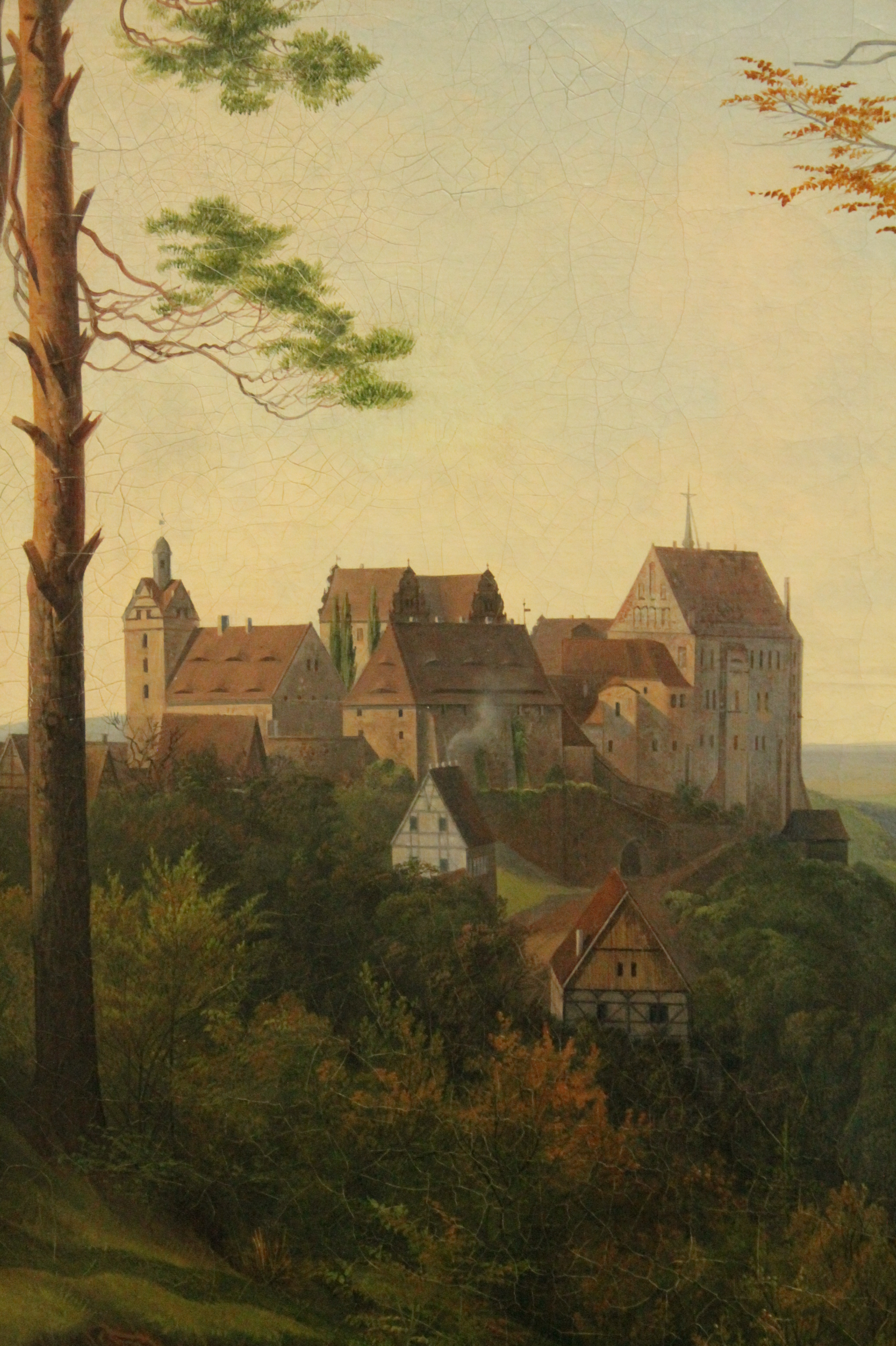
Замок Кольдиц
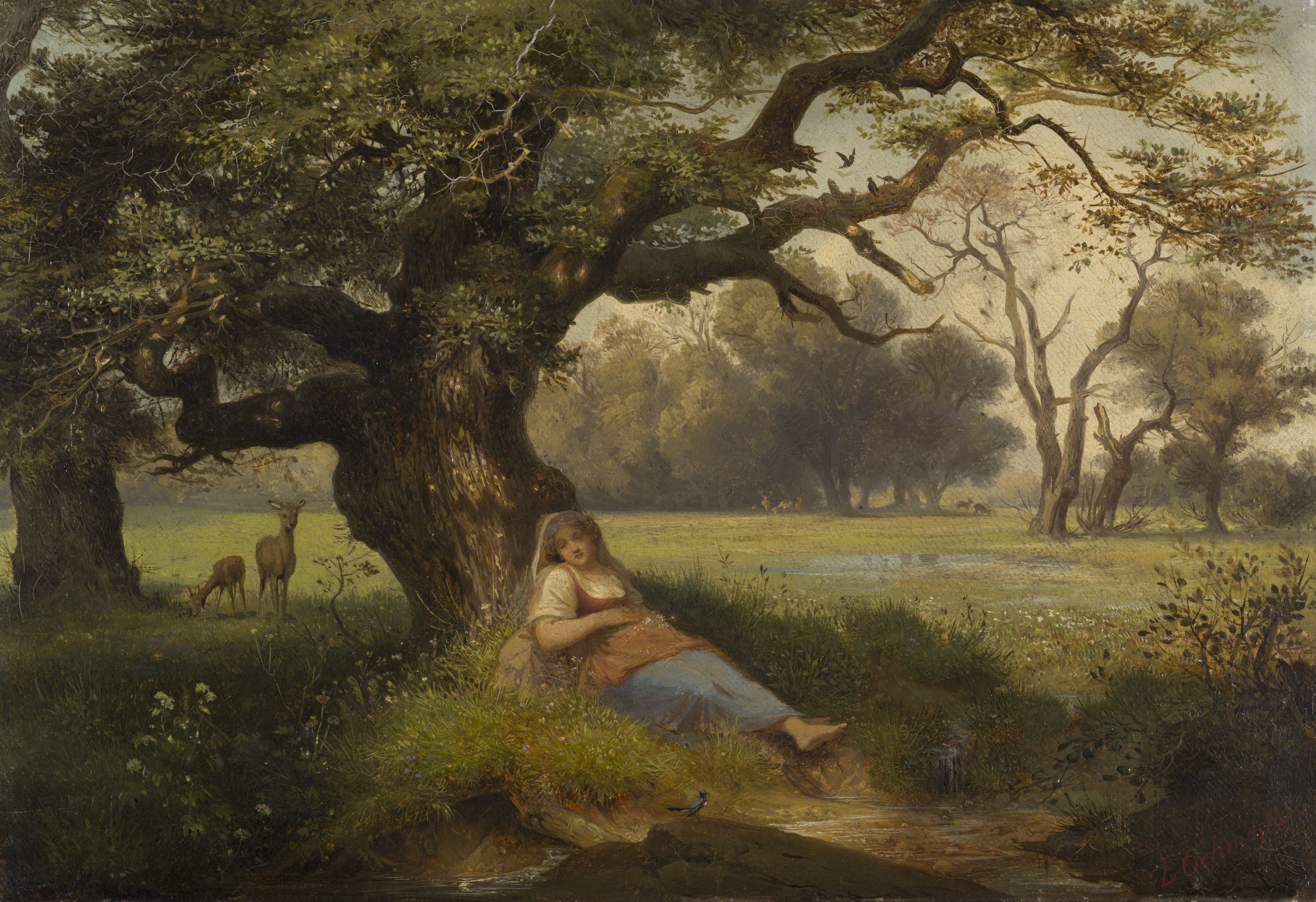
Пейзаж со спящей девушкой
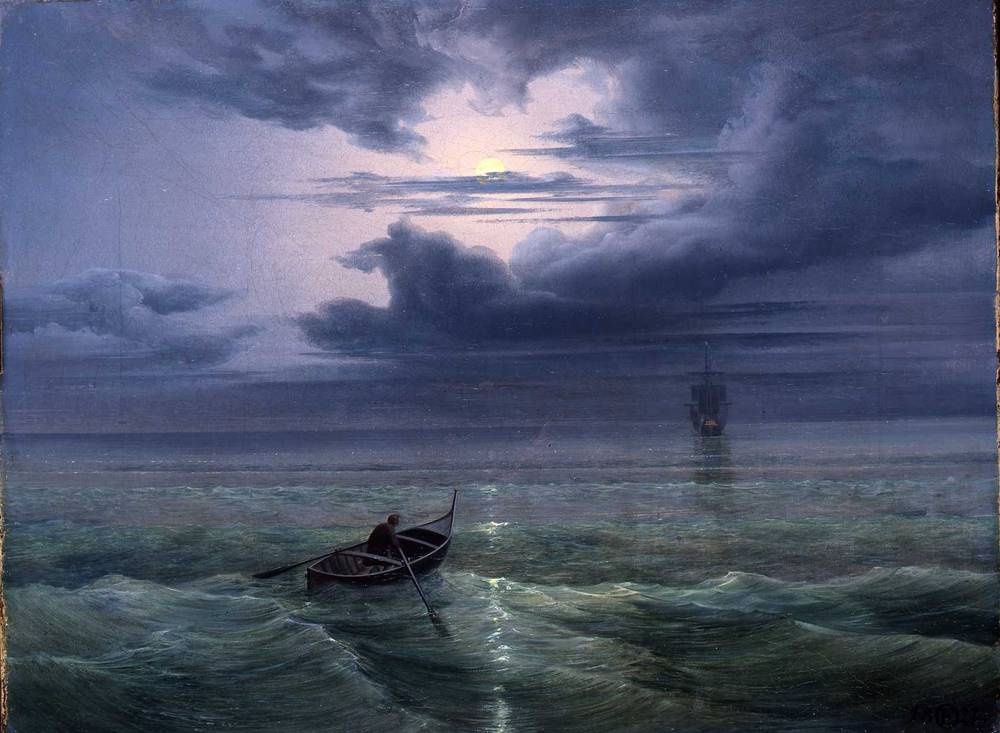
Лунная ночь в Салернском заливе
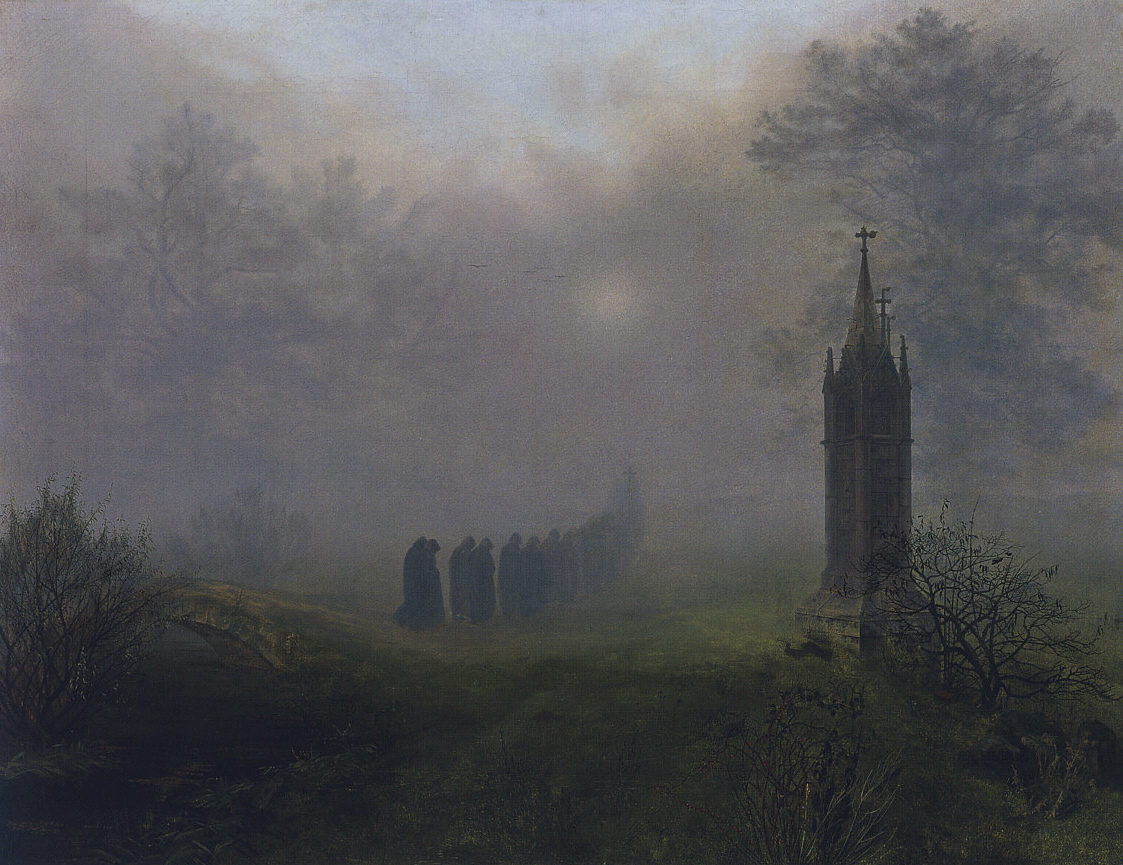
Процессия в тумане
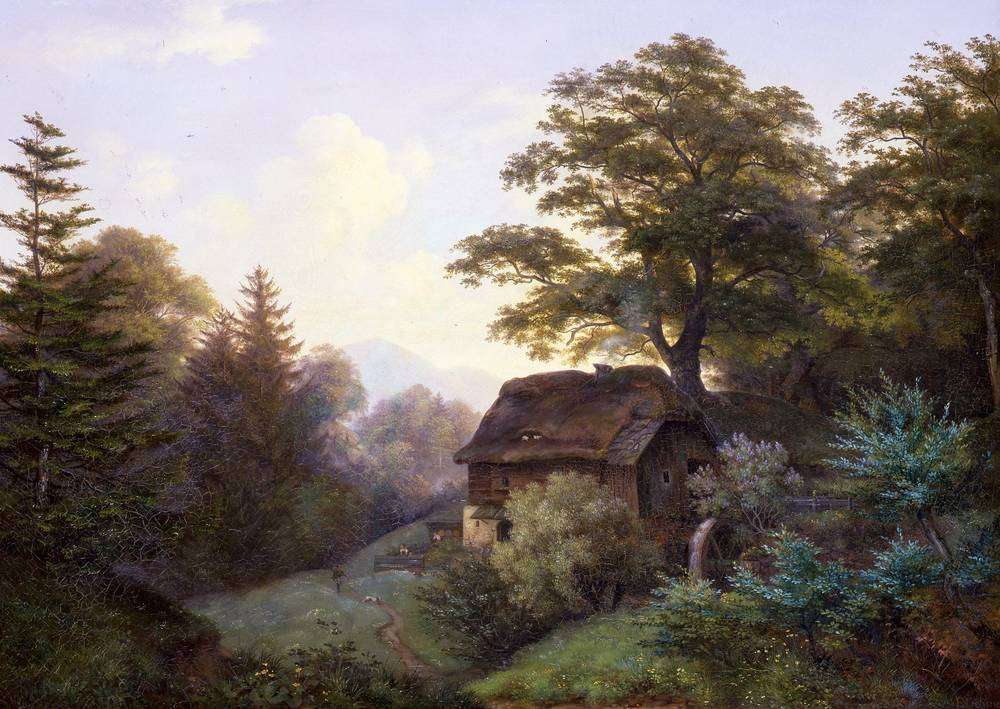
Водяная мельница
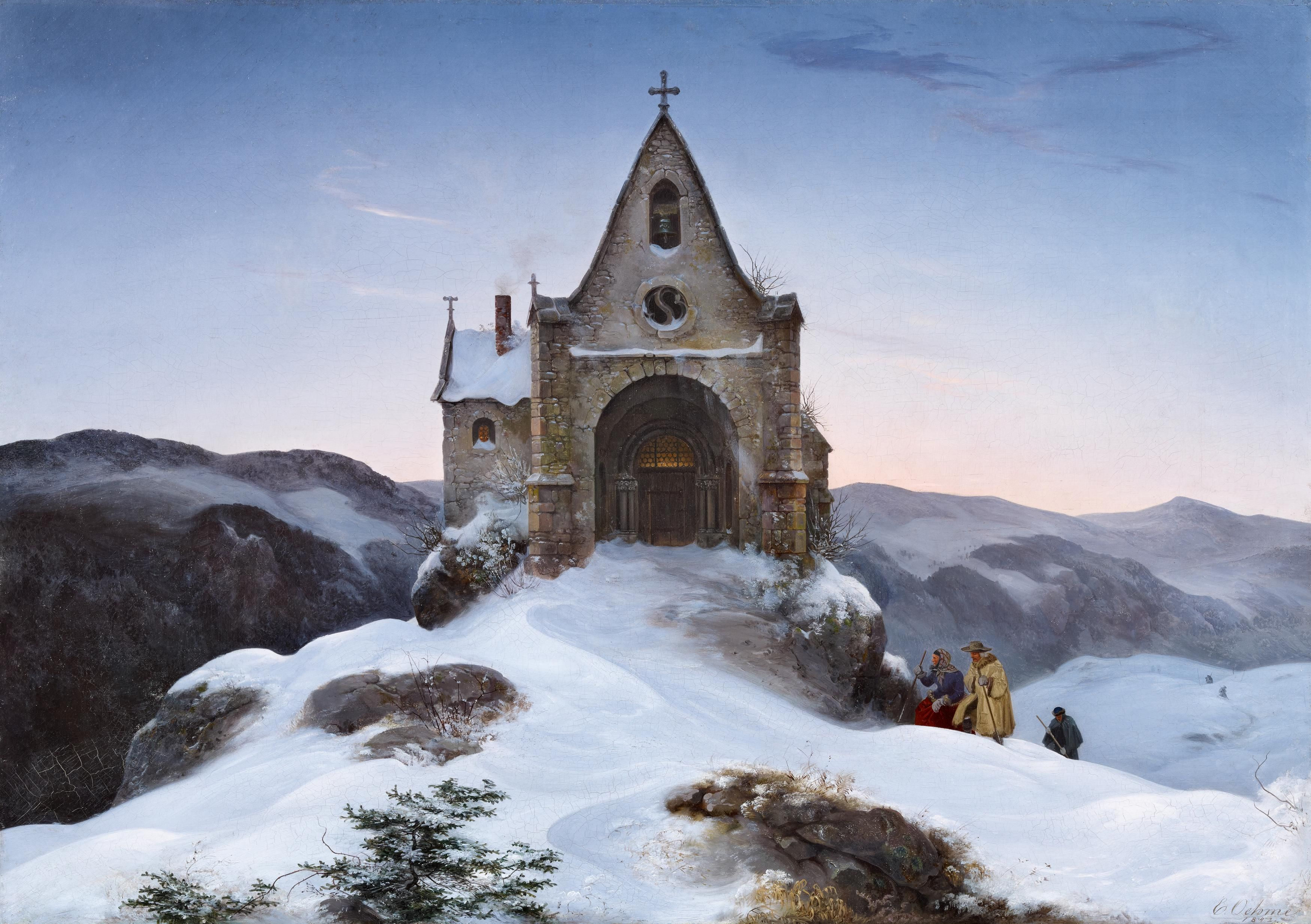
Горная капелла зимой
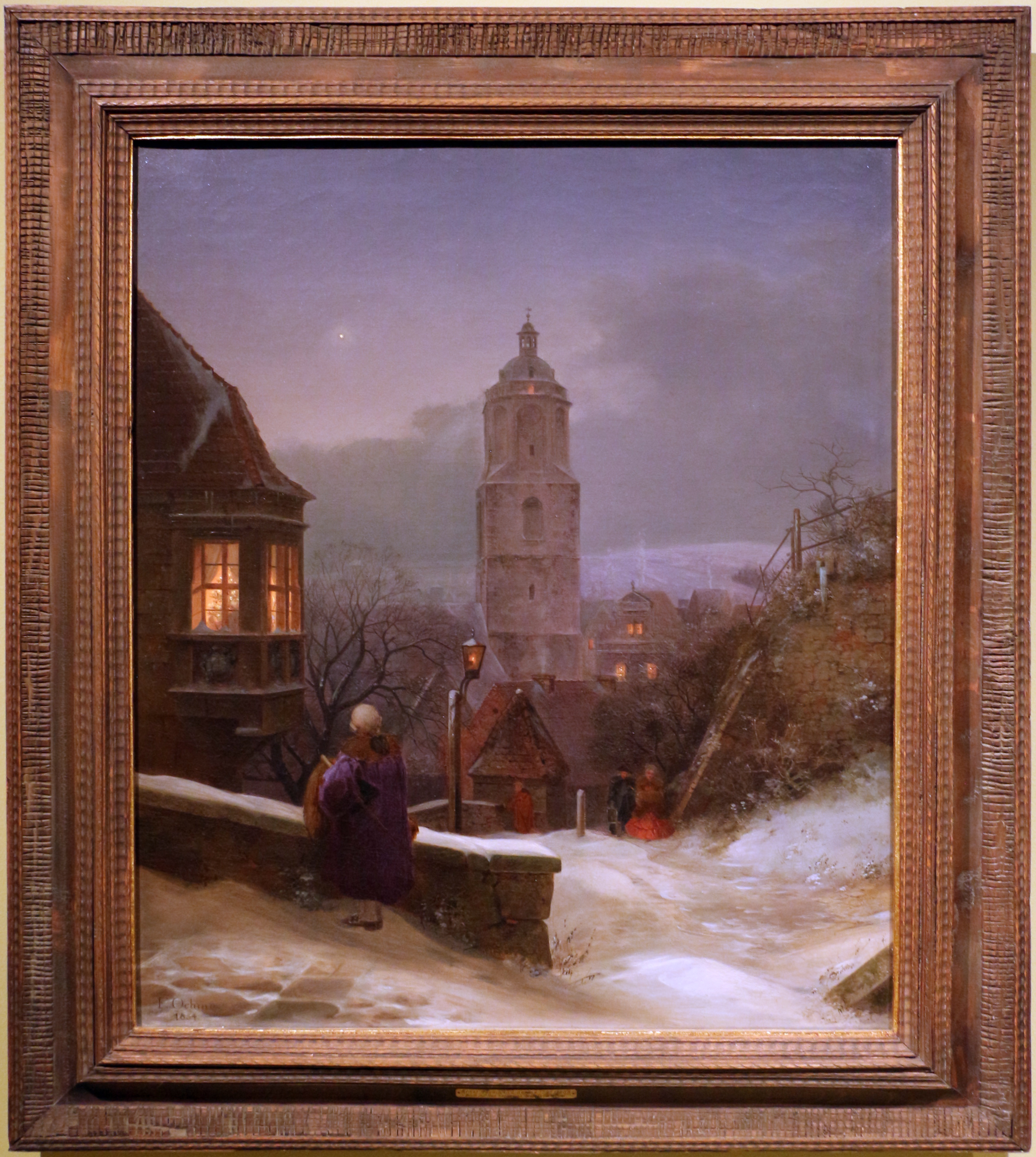
Город Мейсен в рождественскую ночь